# Reprezentacja Ukrainy na Mistrzostwach Europy w Wioślarstwie 2007
Reprezentacja Ukrainy na Mistrzostwach Europy w Wioślarstwie 2007 liczyła 41 sportowców. Najlepszymi wynikiem było 1. miejsce w czwórce podwójnej kobiet.

## Medale

### Złote medale
czwórka podwójna (W4x): Switłana Spiriuchowa, Ołena Ołefirenko, Natalija Lalczuk, Tetiana Kolesnikowa

### Srebrne medale
Brak

### Brązowe medale
Brak

## Wyniki

### Konkurencje mężczyzn
- jedynka (M1x): Dmytro Prokopenko – 7. miejsce
- dwójka podwójna (M2x): Witalij Krywenko, Hennadij Zacharczenko – 7. miejsce
- dwójka podwójna wagi lekkiej (LM2x): Maksym Kuzniecow, Walerij Czykyrynda – 11. miejsce
- czwórka bez sternika (M4-): Mykoła Mychalczuk, Kostiantyn Pronenko, Bohdan Perepeczaj, Andrij Kozyr – 8. miejsce
- czwórka podwójna (M4x): Wołodymyr Pawłowśkyj, Serhij Biłouszczenko, Ołeh Łykow, Serhij Hryń – 4. miejsce
- czwórka bez sternika wagi lekkiej (LM4-): Ołeksij Striukow, Ołeksandr Serdiuk, Jewhen Skomoroch, Roman Sidorow – 6. miejsce
- ósemka (M8+): Andrij Pryweda, Rusłan Piałkin, Andrij Szpak, Andrij Iwanczuk, Leonid Prytuła, Artem Moroz, Iwan Tymko, Ołeksij Tarasenko, Ołeksandr Konowaluk – 4. miejsce

### Konkurencje kobiet
- dwójka podwójna (W2x): Kateryna Tarasenko, Jana Dementiewa – 4. miejsce
- czwórka podwójna (W4x): Switłana Spiriuchowa, Natalija Huba, Ołena Ołefirenko, Tetiana Kolesnikowa – 1. miejsce
- ósemka (W8+): Iryna Jarosz, Ołena Jaszna, Nina Proskura, Olha Pendiukowa, Olha Hurkowśka, Switłana Nowyczenko, Lubow Staszko, Anna Koncewa, Anna Konotop – 5. miejsce